# Estivales (Montpellier)
Les Estivales de Montpellier est une manifestation nocturne annuelle fondée en 2001 par la municipalité de Montpellier. Cette manifestation n’est pas organisée pour l’été 2025.

## Historique
Cette manifestation a été créée pour la première fois en juin 2001 sous l'impulsion de Georges Frêche, maire de Montpellier. 

## Organisation
Située sur l'Esplanade Charles-de-Gaulle, elle présente entre juillet et août une centaine de stands d'artisans d'art et des stands festifs et culturels (restauration, produits du terroir, dégustation de vins, bouquinistes, etc.),.

## Animation

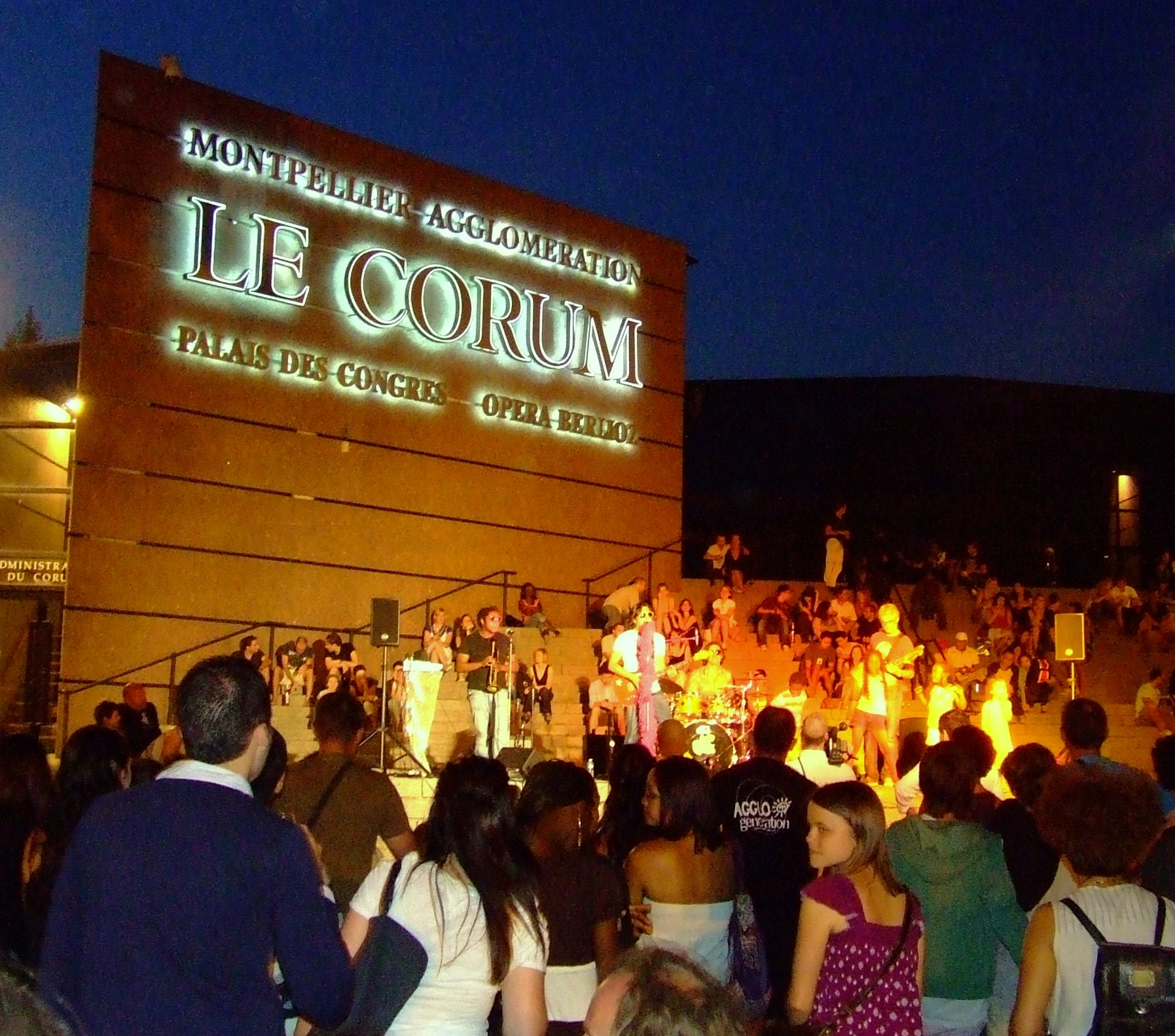
Concert au Corum.

En nocturne, des animations musicales et des concerts sont donnés aux abords du palais des congrès Le Corum.